# Seguro Carta Verde
A Carta Verde é um seguro obrigatório para quem deseja dirigir em países do Mercosul, ou seja, Argentina, Uruguai e Paraguai. Este seguro, que cobre a responsabilidade civil, é essencial para qualquer pessoa que planeja conduzir um veículo, seja carro, moto, motorhome ou qualquer outro, nesses países. 
Criado para assegurar que os motoristas tenham uma cobertura mínima em caso de danos a terceiros, seja por lesões pessoais ou danos materiais, a Carta Verde é exigida pelas autoridades durante a circulação entre esses países. Tanto para pessoas físicas quanto jurídicas, esse documento é crucial para garantir uma viagem segura e tranquila.
A principal função da Carta Verde é proporcionar proteção financeira e legal em caso de acidentes envolvendo veículos estrangeiros. Em situações de colisões ou outros incidentes rodoviários, o seguro assegura que a vítima receba a devida compensação, protegendo o motorista visitante de consequências legais e financeiras.
Além disso, a Carta Verde simplifica os processos burocráticos em casos de acidentes em países estrangeiros, evitando dificuldades na comprovação de seguro e responsabilidade civil, garantindo assim uma viagem mais segura e descomplicada. 
Os valores da Carta Verde variam conforme o país de origem, a duração da viagem e o tipo de veículo. Atualmente é comercializado a partir de R$ 46,00 para 3 dias de viagem. 
O nome "Carta Verde" deriva da cor do papel em que era emitido a apólice do seguro, segundo o artigo 1º da Circular SUSEP Nº 10/95. Porém, atualmente, a Carta Verde pode ser emitida, inclusive, de forma online. 

## Coberturas da Carta Verde
As coberturas do seguro Carta Verde incluem danos a terceiros não transportados pelo veículo, sejam causados pelo próprio veículo, objetos transportados ou reboque acoplado. No entanto, não cobre danos a passageiros, motoristas ou ao próprio veículo.
Os limites de cobertura do seguro Carta Verde são:
- Danos corporais: US$ 40.000,00 por pessoa.
- Danos materiais: US$ 20.000,00 por terceiro. [5]